# Muddus
Muddus este o arie protejată (arie specială de conservare — SAC, sit de importanță comunitară — SCI, arie de protecție specială avifaunistică — SPA) din Suedia întinsă pe o suprafață de 50.223,6 ha, integral pe uscat.

## Localizare
Centrul sitului Muddus este situat la coordonatele 66°54′50″N 20°11′51″E / 66.9139°N 20.1975°E.

## Înființare
Situl Muddus a fost declarat sit de importanță comunitară în decembrie 1995 pentru a proteja 6 specii de plante și 36 de specii de animale. Alte tipuri de protecție:
- arie de protecție specială avifaunistică (în decembrie 1996)[2]
- arie specială de conservare (în decembrie 2009)[1][3][4]

## Biodiversitate
Situată în ecoregiunile alpină și boreală, aria protejată conține 16 habitate naturale: Pante stâncoase silicioase cu vegetație casmofită, Roci stâncoase cu vegetație pionieră de Sedo-Scleranthion sau Sedo albi-Veronicion dillenii, Mlaștini împădurite, Pajiști alpine și boreale, Izvoare fino-scandinave și mlaștini produse de izvoare bogate în minerale, Taiga vestică, Păduri nordice subalpine/subarctice cu Betula pubescens ssp. czerepanovii, Cursuri de apă de la nivel de câmpie la nivel montan, cu vegetație Ranunculion fluitantis și Callitricho-Batrachion, Mlaștini turboase de tranziție și turbării mișcătoare, Păduri caducifoliate de mlaștină fino-scandinave, Grohotișuri silicioase de la nivelul montan până la nivelul zăpezii (Androsacetalia alpinae și Galeopsietalia ladani), Lacuri și iazuri distrofice naturale, Păduri de conifere pe eskere fluvioglaciare sau legate la acestea, Turbării Aapa, Păduri aluvionare cu Alnus glutinosa și Fraxinus excelsior (Alno-Padion, Alnion incanae, Salicion albae), Păduri fino-scandinave bogate în ierburi cu Picea abies.
La baza desemnării sitului se află mai multe specii protejate:
- plante (6): Calypso bulbosa, Hamatocaulis vernicosus, Meesia longiseta, Ranunculus lapponicus, ochii-șoricelului (Saxifraga hirculus), Silene furcata subsp. angustiflora
- păsări (33): uliu porumbar (Accipiter gentilis), minunița (Aegolius funereus), rață sulițar (Anas acuta), gâscă de semănătură (Anser fabalis), ciuf de câmp (Asio flammeus), Aythya marila, cocoșul de mesteacăn (Bonasa bonasia), erete vânăt (Circus cyaneus), lebădă de iarnă (Cygnus cygnus), ciocănitoare neagră (Dryocopus martius), presură de grădină (Emberiza hortulana), șoim de iarnă (Falco columbarius), vânturel roșu (Falco tinnunculus), cufundar polar (Gavia arctica), cufundar mic (Gavia stellata), ciuvică (Glaucidium passerinum), cocor (Grus grus), pescăruș negricios (Larus fuscus), prundaș de nămol (Limicola falcinellus), sitar de mal nordic (Limosa lapponica), gușă albastră (Luscinia svecica), becațină mică (Lymnocryptes minimus), bătăuș (Philomachus pugnax), ciocănitoare de munte (Picoides tridactylus), ploier auriu (Pluvialis apricaria), lăstun de mal (Riparia riparia), Sterna paradisaea, Strix nebulosa, huhurezul mic (Strix uralensis), Surnia ulula, cocoșul de mesteacăn (Tetrao tetrix tetrix),  cocoș de munte (Tetrao urogallus), fluierar de mlaștină (Tringa glareola)
- mamifere (3): gluton (Gulo gulo), vidră de râu (Lutra lutra), râs eurasiatic (Lynx lynx)